# Сольєра
Сольєра (італ. Soliera) — муніципалітет в Італії, у регіоні Емілія-Романья,  провінція Модена.
Сольєра розташована на відстані близько 340 км на північ від Рима, 45 км на північний захід від Болоньї, 10 км на північ від Модени.
Населення — 15 412 осіб (2014).
Щорічний фестиваль відбувається 24 червня. Покровитель — святий Іван Хреститель.

## Демографія
Населення за роками:

Станом на 1 січня 2023 року в муніципалітеті офіційно проживали 1433 іноземці з 55 країн, серед них 281 громадянин країн Євросоюзу та 67 громадян України.

## Сусідні муніципалітети
- Бастілья
- Бомпорто
- Карпі
- Модена
- Сан-Просперо